# Moxastin-teoklát
Moxastin-teoklát (mefenhydrinát) je molekulární komplex či sůl moxastinu (mefenhydraminu) a 8-chlortheofylinu. Působí jako H1 antihistaminikum a anxiolytikum, používá se však zejména pro své antiemetické účinky (proti zvracení) a antivertitiginózní účinky (proti závratím, při kinetózách) v lécích jako Kinedryl a Theadryl.